# Лоран Сіман
Лоран Сіман (фр. Laurent Ciman, нар. 5 серпня 1985, Фарсьєн) — бельгійський футболіст, захисник клубу «Стандард» (Льєж) та національної збірної Бельгії.

## Клубна кар'єра
Народився 5 серпня 1985 року у Фарсьєні. Вихованець футбольної школи клубу «Шарлеруа». Дорослу футбольну кар'єру розпочав 2004 року в основній команді того ж клубу, в якій провів чотири сезони, взявши участь у 85 матчах чемпіонату.  Більшість часу, проведеного у складі «Шарлеруа», був основним гравцем захисту команди.
Своєю грою за цю команду привернув увагу представників тренерського штабу клубу «Брюгге», до складу якого приєднався 2008 року. Відіграв за команду з Брюгге наступний сезон своєї ігрової кар'єри, після чого один рік провів в оренді у «Кортрейку».
До складу «Стандарда» (Льєж) приєднався 2010 року. Відтоді встиг відіграти за команду з Льєжа понад 100 матчів в національному чемпіонаті.

## Виступи за збірні
Протягом 2004–2008 років залучався до складу молодіжної збірної Бельгії. На молодіжному рівні зіграв у 6 офіційних матчах.
2010 року дебютував в офіційних матчах у складі національної збірної Бельгії. Наразі провів у формі головної команди країни 8 матчів.

## Статистика виступів

### Статистика клубних виступів
Станом на 1 липня 2011 року.
| Сезон   | Команда           | Чемпіонат | Чемпіонат | Чемпіонат |
| Сезон   | Команда           | Ліга      | Ігор      | Голів     |
| ------- | ----------------- | --------- | --------- | --------- |
| 2004/05 | «Шарлеруа»        | ЖЛ        | 13        | 0         |
| 2005/06 | «Шарлеруа»        | ЖЛ        | 18        | 1         |
| 2006/07 | «Шарлеруа»        | ЖЛ        | 30        | 2         |
| 2007/08 | «Шарлеруа»        | ЖЛ        | 24        | 0         |
| 2008/09 | «Брюгге»          | ЖЛ        | 16        | 0         |
| 2009/10 | «Кортрейк»        | ЖЛ        | 24        | 2         |
| 2010/11 | «Стандард» (Льєж) | ЖЛ        | 25        | 1         |
| Усього  | Усього            | Усього    | 150       | 6         |

## Титули і досягнення
- Володар Кубка Бельгії (1):

«Стандард»: 2010-11